# Crépuscule (film, 1949)
Pour les articles homonymes, voir Crépuscule (homonymie).
Pour plus de détails, voir Fiche technique et Distribution.
Crépuscule (Without Honor) est un film américain réalisé par Irving Pichel, sorti en 1949.

## Synopsis
Jane Bandle s'est mariée récemment mais son beau-frère tente de saboter son union car elle a refusé ses avances.

## Fiche technique
- Titre : Crépuscule
- Titre original : Without Honor
- Réalisation : Irving Pichel
- Scénario : James Poe
- Musique : Max Steiner
- Photographie : Lionel Lindon
- Montage : Gregg Tallas
- Production : Raymond Hakim et Robert Hakim
- Société de production : Strand Productions
- Société de distribution : United Artists (États-Unis)
- Pays :  États-Unis
- Genre : Drame
- Durée : 69 minutes
- Dates de sortie : 
  - États-Unis : 26 octobre 1949

## Distribution
- Laraine Day : Jane Bandle
- Dane Clark : Bill Bandle
- Franchot Tone : Dennis Williams
- Agnes Moorehead : Katherine Williams
- Bruce Bennett : Fred Bandle

## Distinctions
Le film a été présenté en sélection officielle en compétition au Festival de Cannes 1949.